# Кінець (фільм, 2024)
«Кінець» (англ. The End) — художній фільм режисера Джошуа Оппенгаймера. У головних ролях у фільмі знялися Тільда Свінтон, Джордж МакКей та Мозес Інграм. Прем'єру відбулась 31 серпня 2024 року.

## Синопсис
Сім'я нафтового магната переживає кінець світу в підземному бункері, протягом двох десятиліть не піднімаючись на поверхню. У сім'ї росте двадцятирічний син, який жодного разу не виходив за межі бункера і ніколи не бачив зовнішнього світу. Вони намагаються придушити в собі почуття провини за те, що залишили близьких, і за те, що батько зробив свій внесок у кінець світу.

## У ролях
| Актор          | Роль |
| -------------- | ---- |
| Тільда Свінтон |      |
| Джордж МакКей  |      |
| Мозес Інграм   |      |
| Майкл Шеннон   |      |
| Брона Ґаллагер |      |
| Тім Макіннерні |      |
| Ленні Джеймс   |      |

## Виробництво
У жовтні 2021 року стало відомо, що Джошуа Оппенгеймер стане режисером нового фільму для кінокомпанії Neon, а Тільда Свінтон, Джордж Маккей та Стівен Грем виконають головні ролі. У березні 2023 року до акторського складу приєдналися Мозес Інгрем, Майкл Шеннон, Брона Ґаллагер, Тім Макіннерні та Ленні Джеймс, а Грем залишив фільм, уступивши роль Шеннону.
Зйомки розпочалися в Ірландії у березні 2023 року, також знімання пройшли в Італії та Німеччині. Фільм отримав фінансування у розмірі 480 тис. євро від компанії Eurimages.
Фільм представлений 31 серпня 2024 року на кінофестивалі в Тельюрайд (Колорадо). Вихід у прокат відбувся 6 грудня 2024 року.